# 马来西亚教育部
马来西亚教育部（简称：MOE）是马来西亚联邦政府负责掌管教育事务的的部门之一，由英殖民政府于1955年成立，目前依据《1996年教育法令》（Act 550, Education Act 1996）运行。

## 權責
马来西亚教育部是负责处理全国教育事务的联邦级政府部门，其负责的范围和领域包括教育制度、义务教育、高等教育、技术职业教育培训（TVET）、课程标准、教科书、标准化考试、语言政策、翻译、选修学校、综合性学校等等。
根据教育法令，马来西亚国民需接受11年的强制义务教育，其中包括小学6年和中学5年。截至2014年，马来西亚的总识字率达94.6%，其中男性识字率为96.2%，女性识字率为93.2%。

## 宗旨
马来西亚教育部的宗旨为：
- 培养爱国和团结一致的人民
- 培养有知识、有能力、可信任、和平和高尚品格的人才
- 为国家的发展需求培养人力资源
- 提供全国人民教育的机会

## 教育制度
马来西亚教育属于西式教育，基于英国教育而形成，皆由马来西亚曾经是英国的殖民国之一。马来西亚在过去很长的一段时间里的教育制度为全英语教育制，现今在公立学校的教育制度则以英语与马来语为媒介语。

## 考试制度
马来西亚教育注重考试制度，并以多种统一化考试来评定学生的学术资格和能力。所有考试制度皆需依据马来西亚教育部连同马来西亚考试司（Malaysian Examinations Syndicate）或马来西亚考试理事会（Malaysian Examinations Council）颁布的指南执行。

### 公立小学考试制度
- 1957年：马来亚中学入学考试（Malayan Secondary School Entrance Examination，MSSEE）
- 1963年：马来亚中学入学考试被废除。
- 1967年：小五评估考试（Penilaian Darjah 5，PDL）开始执行。
- 1973年：小三评估考试（Ujian Darjah Tiga，UDT）开始执行。
- 1982年：小三评估考试被废除。
- 1988年：小五评估考试被废除。
- 1988年：小六鉴定考试（Ujian Penilaian Sekolah Rendah，UPSR）开始执行。
- 2021年：小六鉴定考试（Ujian Penilaian Sekolah Rendah，UPSR）被废除。

### 公立中学考试制度
- 1957年：初中教育证书考试（Lower Form Certificate of Education，LCE）开始执行。
- 1957年：国际剑桥教育证书考试（Overseas Cambridge School Certificate，OSC）开始执行。
- 1957年：剑桥高重教育证书考试（Higher School Certificate Cambridge，HSC）开始执行。
- 1957年：马来亚联合邦教育证书考试（Federation of Malaya Certificate，FMC）开始执行。
- 1957年：学术资格考试（Qualifying Test，QT）开始执行。
- 1960年：初中教育文凭考试（Sijil Rendah Pelajaran，SRP）开始执行。
- 1961年：新学术资格考试（Ujian Kelayakan，UK）开始执行。
- 1962年：马来亚联合邦教育文凭考试（Sijil Pelajaran Persekutuan Tanah Melayu，SPPTM）开始执行。
- 1964年：马来亚联合邦教育文凭考试（Federation of Malaya Certificate，FMC）考试被废除。
- 1964年：马来西亚教育证书考试（Malaysian Certificate of Education，MCE）开始执行。
- 1968年：国际剑桥教育证书考试（Overseas Cambridge School Certificate，OSC）在西马被废除，在东马至今依旧执行。
- 1969年：马来西亚教育职业证书考试（Sijil Pelajaran Vokasional Malaysia，SPVM）开始执行。
- 1976年：马来西亚语考试（Peperiksaan Bahasa Melayu）开始执行。
- 1982年：剑桥高重教育证书考试（Higher School Certificate Cambridge，HSC）被废除。
- 1982年：马来西亚高等教育文凭考试（Sijil Tinggi Persekolahan Malaysia，STPM）开始执行。
- 1983年：初中教育证书考试（Lower Form Certificate of Education，LCE）的马来西亚语口试项目被废除。
- 1983年：初中教育文凭考试（Sijil Rendah Pelajaran，SRP）的英语口试项目被废除。
- 1987年：马来西亚教育文凭考试（Sijil Pelajaran Malaysia，SPM）开始执行。
- 1987年：马来西亚教育职业证书考试（Sijil Pelajaran Vokasional Malaysia，SPVM）被SPM(V)考试取代。
- 1993年：初中教育文凭考试（Sijil Rendah Pelajaran，SRP）被废除。
- 1993年：初中评估考试（Penilaian Menengah Rendah，PMR）开始执行。
- 1993年：完全基于KBSM课钢的马来西亚教育文凭考试（Sijil Pelajaran Malaysia，SPM）开始执行至今。
- 2014年：初中评估考试（Penilaian Menengah Rendah，PMR）被废除。
- 2014年：完全基于KBSM课钢的马来西亚中三评估考试（Pentaksiran Tingkatan 3，PT3）开始执行至今。
- 2018年：所有除理科科目以外基于KSSM新课纲的科目马来西亚教育文凭开始（Sijil Pelajaran Malaysia，SPM）开始执行至今。
- 2019年：完全基于KSSM新课钢的中三评估考试（Pentaksiran Tingkatan 3，PT3）将会被执行。
- 2021年：完全基于KSSM新课钢的马来西亚教育文凭考试（Sijil Pelajaran Malaysia，SPM）将会被执行。
- 2022年：中三评估考试（Pentaksiran Tingkatan 3，PT3）被废除。

## 教育方针

### 教育法案
- 1955年：《1957年教育法令》
- 1961年：《1961年教育法令》
- 1963年：《1963/67年国语法令》（1971年修订）
- 1971年：《1971年大专法令》
- 1974年：《1974年翁姑奥玛理工学院法令》
- 1980年：《1980年马来西亚考试委员会法令》
- 1996年：《1996年教育法令》（550法令）

### 重要的教育报告
- 1956年：《1956年教育委员会报告书》——《拉萨报告书（英语：Razak Report）》
- 1960年：《1960年教育检讨报告书》——《拉曼达立报告书》
- 1967年：Higher Education Planning Committee Report, 1967
- 1973年：Report on the Review Committee on Education and Public Opinion, 1973（被撤销）
- 1979年：《内阁教育检讨委员会报告书》——《马哈迪报告书》
- 1991年：Report of the Cabinet Committee on Training, 1991

## 历任教育部长

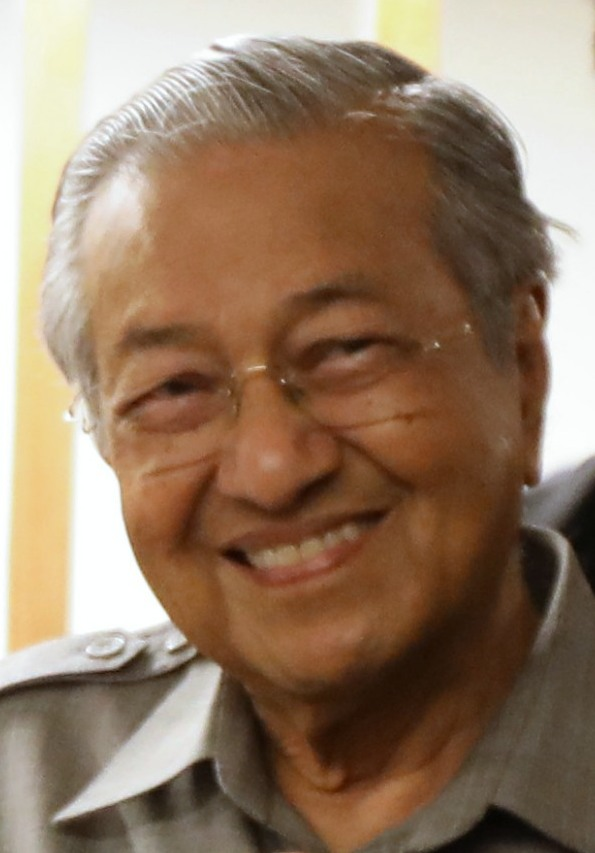
馬哈迪·莫哈末（1974-1978年、2020年）

| 序 | 肖像 | 名字                 | 任期                         |
| -- | ---- | -------------------- | ---------------------------- |
| 1  |      | 敦阿都拉萨           | 1955-1957年                  |
| 2  |      | 丹斯里佐哈里         | 1957-1960年                  |
| 3  |      | 拿督阿都拉曼达立     | 1960-1962                    |
| 4  |      | 丹斯里阿都哈密       | 1962-1964年                  |
| 5  |      | 拿督阿都拉曼达立     | 1964-1965年                  |
| 6  |      | 丹斯里佐哈里         | 1965-1969年                  |
| 7  |      | 敦拉曼雅谷           | 1969-1970年                  |
| 8  |      | 胡先翁               | 1970-1973年                  |
| 9  |      | 丹斯里莫哈末雅谷     | 1973-1974年                  |
| 10 |      | 敦马哈迪·莫哈末      | 1974-1978年                  |
| 11 |      | 敦慕沙希淡           | 1978-1981年                  |
| 12 |      | 丹斯里苏莱曼         | 1981-1984年                  |
| 13 |      | 敦阿都拉·巴达威      | 1984-1986年                  |
| 14 |      | 拿督斯里安华         | 1986-1991年                  |
| 15 |      | 拿督斯里纳吉         | 1995-1999年                  |
| 16 |      | 丹斯里慕沙           | 1999-2004年                  |
| 17 |      | 拿督斯里希山慕丁     | 2004-2009年                  |
| 18 |      | 丹斯里慕尤丁         | 2009-2015年                  |
| 19 |      | 拿督斯里依德利斯祖索 | 担任高教部长与2013-2015年    |
| 20 |      | 拿督斯里马哈基尔卡立 | 2015-2018年                  |
| 21 |      | 马智礼马烈           | 2018-2020年                  |
| 22 |      | 敦马哈迪·莫哈末      | 2020年1月10日-2020年2月24日  |
| 23 |      | 拿督莫哈末拉兹       | 2020年3月9日-2021年8月16日   |
| 24 |      | 拿督莫哈末拉兹       | 2021年8月21日-2022年11月19日 |
| 25 |      | 法丽娜西迪           | 2022年-现任                  |

## 历任教育部副部長
| 序 | 肖像 | 名字                   | 任期           |
| -- | ---- | ---------------------- | -------------- |
| 1  |      | 韩春锦                 | 2002年至2007年 |
| 2  |      | 魏家祥 第一副部長      | 2008年至2013年 |
| 3  |      | 卜艾·扎卡西 第二副部長 | 2009年－2013年 |
| 4  |      | 张念群                 | 2018年一2020年 |
| 5  |      | 林慧英                 | 2022年一2023年 |
| 6  |      | 黄家和                 | 2023年一至今   |

## 组织架构
教育部长是马来西亚教育部的最高政务官，由马来西亚首相任命，并由一名同样是政务官的副部长辅助。
教育部秘书长是马来西亚教育部的最高事务官，并由2名副秘书长和1名总监分管大部分内设机构。
- 教育部长
  - 副教育部长
    - 秘书长
      - 秘书长直属
        - 内部审计科
        - 组织通讯科（公关科）
        - 法律科
        - 廉政科

      - 副秘书长（规划及发展）
        - 发展处
        - 天才处
        - 采购处
        - 策略及国际关系规划处
        - 资产管理处
        - 教育赞助处

      - 副秘书长（管理）
        - 人力资源管理处
        - 信息管理处
        - 会计处
        - 心理及辅导处
        - 财务处
        - 管理服务处
        - 学校审计处

      - 教育总监
        - 副教育总监（政策及课程）
          - 教育政策规划及研究处
          - 课程发展处
          - 教育资源及技术处

        - 副教育总监（学校营运）
          - 日常学校管理处
          - 特殊教育处
          - 全日制寄宿学校管理处
          - 体育、课外活动及艺术处
          - 私人教育处

        - 副教育总监（专业发展）
          - 教师专业处
          - 马来西亚教师教育院
          - 阿米努丁峇基学院

        - 伊斯兰教育处总监
        - 考试局总监
        - 督学长
        - 各州教育局总监
          - 各县教育局主任

        - 预科班处总监
        - 技职教育处总监

此外，马来西亚教育部还管辖5个法定机构：
- 语文出版局
- 课本机构
- 教育表现及执行单位
- 马来西亚考试理事会
- 马来西亚翻译与书籍学院